# Tamalameque
Tamalameque è un comune della Colombia facente parte del dipartimento di Cesar.
Il centro abitato venne fondato da Lorenzo Martín nel 1544.